# RosettaNet
RosettaNet 是1998年6月由四十家IT企業所聯合創立的一個非營利性組織，其宗旨為建立、應用並提倡開放性的電子商務標準，並形成一共同的電子商務語言，以使全球各交易夥伴間的各類程序能一致化。

## 命名来源
RosettaNet的命名來源為1799年被拿破崙軍隊所發現的一塊黑色玄武岩羅塞塔石碑。在這塊石碑上刻有三種古代語言，而其年代則可遠溯至西元前196年。科學家利用其中一種的古希臘語解讀出另兩種原本未知的埃及文字，聖書體與世俗體，破解了象形文字之謎。而RosettaNet所代表的精神正如同1799年初期被發掘的文物一樣，將跨越語言的障礙來創造歷史，象徵企業為了分享商業訊息而創造出單一的電子共同語言或是程序。RosettaNet的標準包括：RosettaNet商務字典、RosettaNet技術字典、RosettaNet Implementation Framework (RNIF)和RosettaNet Partner Interface Processes (PIPs)。